# Municipio de Cedar (condado de Buffalo)
El municipio de Cedar (en inglés: Cedar Township) es un municipio ubicado en el condado de Buffalo en el estado estadounidense de Nebraska. En el año 2010 tenía una población de 190 habitantes y una densidad poblacional de 2,05 personas por km².

## Geografía
El municipio de Cedar se encuentra ubicado en las coordenadas 40°54′59″N 99°0′28″O / 40.91639, -99.00778. Según la Oficina del Censo de los Estados Unidos, el municipio tiene una superficie total de 92.61 km², de la cual 92,61 km² corresponden a tierra firme y (0 %) 0 km² es agua.

## Demografía
Según el censo de 2010, había 190 personas residiendo en el municipio de Cedar. La densidad de población era de 2,05 hab./km². De los 190 habitantes, el municipio de Cedar estaba compuesto por el 95,79 % blancos, el 0,53 % eran de otras razas y el 3,68 % eran de una mezcla de razas. Del total de la población el 0,53 % eran hispanos o latinos de cualquier raza.